# Lola Conde
María Dolores Conde Ruano, más conocida como Lola Conde, (?? - 27 de octubre de 2023) fue una jurista española especializada en mercados financieros y directora de la asesoría jurídica corporativa del Banco Santander.

## Trayectoria
Conde se licenció en la Facultad de Derecho de la Universidad CEU San Pablo de Madrid, haciendo posteriormente un MBA por la Universidad de Deusto. También se diplomó en Ciencias Sociales.
Realizó toda su carrera profesional en el Banco Santander, donde comenzó a prestar servicios en la asesoría jurídica en 1999, para luego ser nombrada directora de operaciones legales (chief operating officer) en 2016. Finalmente, en marzo de 2022, Conde volvió a la sede central como directora de la asesoría jurídica del grupo.
Se involucró también con el Colegio de la Abogacía de Madrid, en el que era copresidenta de la sección de abogacía de empresa así como directora del Máster de acceso a la abogacía de dicha entidad. Además, Conde fue directora del master de mercados financieros e inversión del Centro de Estudios Garrigues.
Falleció en octubre de 2023 a causa de una enfermedad.

## Reconocimientos
Conde obtuvo el premio extraordinario de la Universidad CEU San Pablo.
Después de su fallecimiento, el Colegio de la Abogacía de Madrid, entregó a sus familiares la Medalla Colegiada de Honor a título póstumo por su reconocida labor como colegiada y presidenta de la sección de Derecho de Empresa y Directora del Máster de ejercicio de abogacía, así como por su implicación con los profesionales de la Abogacía.